# Arrière-goût
L'arrière-goût est l'intensité du goût de la nourriture ou des boissons perçue immédiatement après que les aliments ont quitté la bouche. L'arrière-goût se remarque particulièrement quand il diffère nettement du goût, jusqu'à le dominer, souvent de manière peu plaisante.